# シュノンソー城
シュノンソー城（仏: Château de Chenonceau）は、フランスのアンドル＝エ＝ロワール県、ロワール渓谷内のシュノンソーにある城。シェール川の古い製粉所跡に建てられており、文献上に初めて登場したのは11世紀のことである。
世界遺産「シュリー＝シュル＝ロワールとシャロンヌ間のロワール渓谷」に含まれる。

## 歴史
最初に建てられた邸宅は、1411年に持ち主のジャン・マルクが扇動罪に問われて、国王軍により火をかけられた。彼は1430年代に、その場所に城と水車を再建した。その後、彼の多額の負債を返済するため、相続者のピエール・マルクは1513年、シャルル8世侍従のトマ・ボイエに城を売却した。ボイエは城をいったん壊し、1515年から1521年にかけて新しい邸宅を建設した。仕事を時折見回ったのはその妻のカトリーヌ・ブリコネーで、彼女はフランソワ1世を含むフランスの貴人を2度城に招待した。結局城は、国庫への債務のためボイエの息子によってフランソワ1世に献上された。

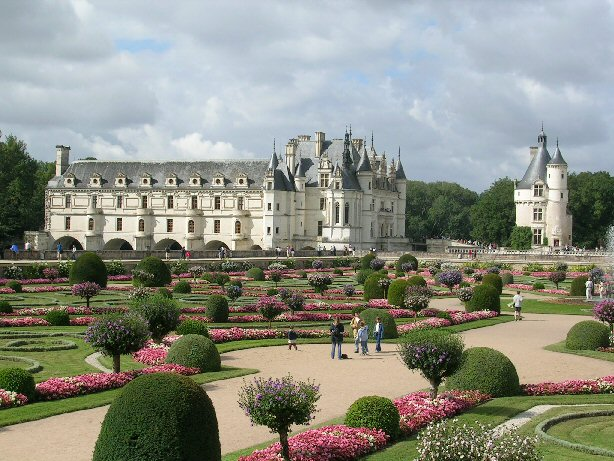
ディアーヌの庭

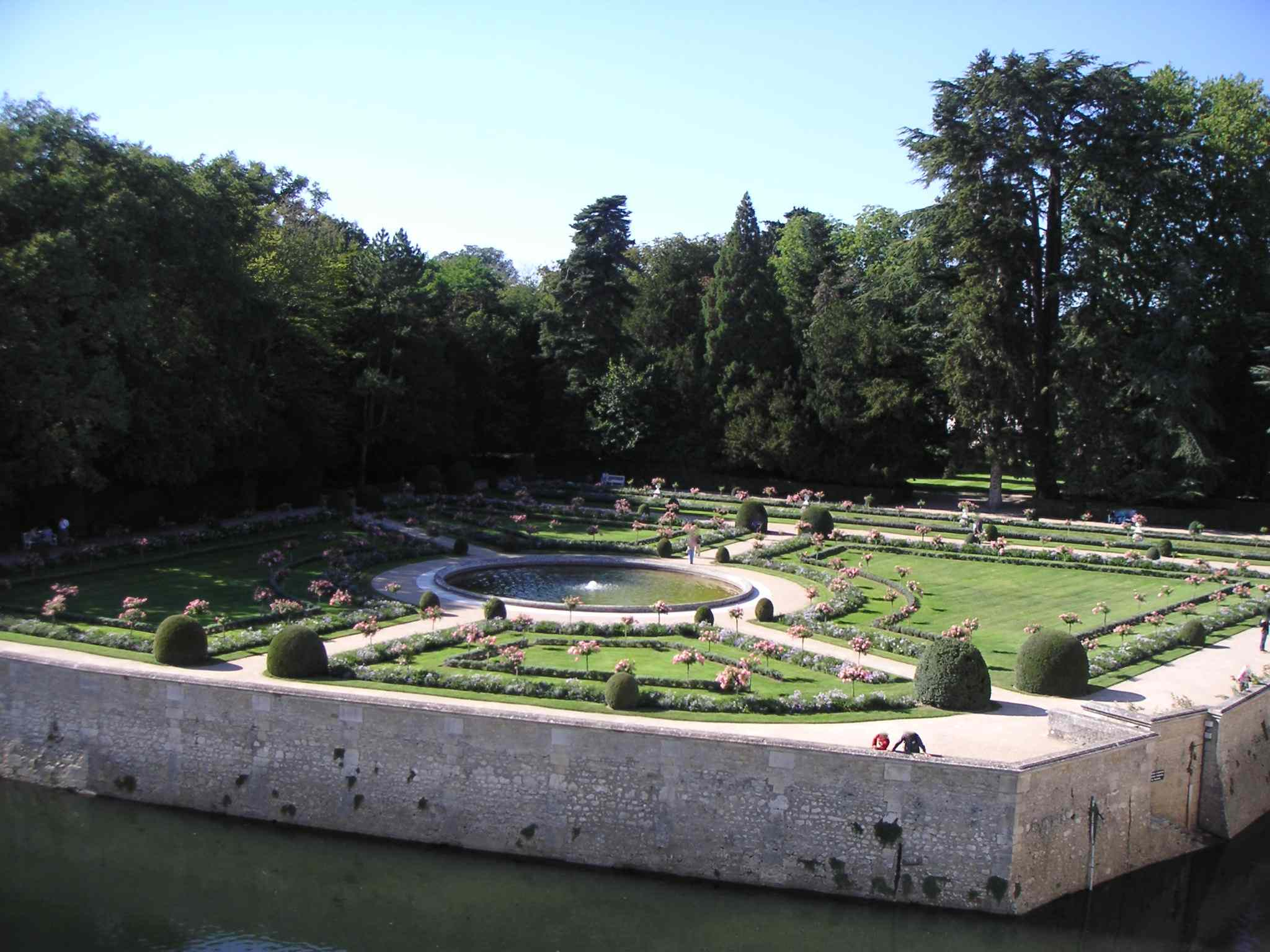
カトリーヌの庭

フランソワ1世が1547年に死ぬと、アンリ2世は城を愛妾のディアーヌ・ド・ポワチエに贈った。ディアーヌは城と川沿いの眺めを非常に愛した。彼女はアーチ型の橋を建設し、城を向こう岸と結んだ。庭園に花や野菜、果樹なども植えさせた。川岸に沿っているため氾濫に備えるため石のテラスで補強され、4つの三角形が配置された洗練された庭が作られた。ディアーヌは城主ではあったが所有権は王にあったため、長年の法的策略の結果、1555年にようやく城は彼女の資産となった。しかしアンリ2世が1559年に死ぬと、その妻のカトリーヌ・ド・メディシスはディアーヌを城から追い出した。城はすでに王室の資産ではなかったので、カトリーヌもシュノンソー城を召し上げて終わりというわけにはいかず、ショーモン城と無理やり交換させたのであった。
ただし、実際にはショーモン城のほうが付属する領地からの収入が多かったし、シュノンソー城は王や来客接待用の城であり、王亡き後のディアーヌにはあまり接待の必要もなかったことから、「無理やり」ではなく双方合意の上だったという説もある。
カトリーヌ王太后はシュノンソー城に自分の庭を付け加え、お気に入りの滞在場所とした。フランス摂政として、カトリーヌは城と夜のパーティーにかなりの金額を使った。また、カトリーヌはディアーヌの築いた橋の上にそのまま橋が建物となるような館を建てた。1560年にフランスで初めての花火が打ち上げられたのは、カトリーヌの息子フランソワ2世の戴冠祝賀行事でのことだった。グランド・ギャラリーは1577年、川全体を横切るように既存の橋に合わせて増設された。
カトリーヌが1589年に死ぬと、城はフランソワ2世の弟アンリ3世の妻のルイーズ・ド・ロレーヌ＝ヴォーデモンが相続する。シュノンソー城でルイーズは夫の暗殺を知り、うつ状態に陥った。彼女は残された日々、喪服を着用し、しゃれこうべを刺繍した黒っぽいタペストリーに囲まれて、あてもなくふらふらと城の広い通路をさまよった。
1624年にはアンリ4世の愛妾ガブリエル・デストレがシュノンソーを居城とした。その後、ガブリエルの息子ヴァンドーム公セザール・ド・ブルボンとその妻でルイーズの姪かつ相続人のフランソワーズ・ド・ロレーヌの資産となり、ヴァロワ朝の遺産として代々引き継がれて100年以上が経過する。
1720年になるとブルボン公ルイ・アンリがシュノンソー城を買い取る。彼は少しずつ城の調度を売却した。すばらしい彫像の多くがヴェルサイユ宮殿に納められた。地所そのものはクロード・デュパンという大地主に売却された。

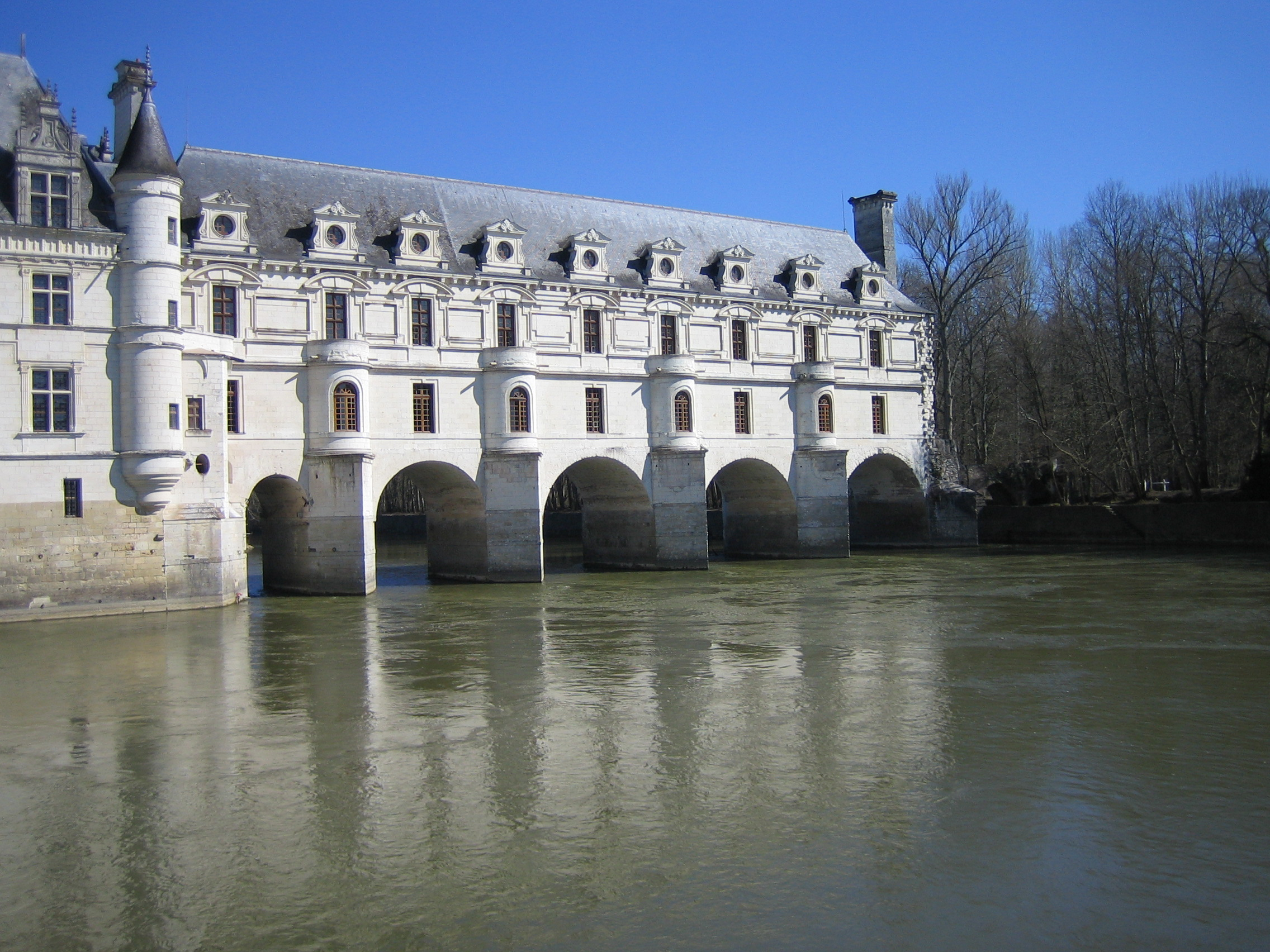
ディアーヌのアーチ橋

クロードの妻ルイーズ・デュパン（資産家サミュエル・ベルナールの娘で、ジョルジュ・サンドの祖母）は、啓蒙運動指導者のヴォルテール、モンテスキュー、ブッフォン、ベルナール・フォントネル、ピエール・ド・マリヴォーやジャン＝ジャック・ルソーを招待して城を生き返らせた。
彼女はフランス革命の折も、革命軍の破壊行為から城を守った。川を渡るための橋は近隣にはなく、シュノンソー城は商業にも旅行にも必須の場所だったからである。ルイーズはフランス革命期、村民を喜ばせるためシュノンソーの綴りを「Chenonceaux」から「Chenonceau」に変えたと言われている。王政のシンボルと共和政とを区別するために、城の名前から最後の「x」をはずしたのである。公的文書はこの説を支持していないが、城の綴りは「Chenonceau」が定着している。
1864年、パリ中のガス灯を設置して財産を築いたダニエル・ウィルソンというスコットランド人が、娘のために城を購入した。カトリーヌ王妃の伝統に従って手の込んだパーティーに彼女は財産を使い、その結果城は差し押さえられて1891年、キューバの大富豪ホセ＝エミリオ・テリーに売却された。ホセは1896年に城を同族のフランシスコ・テリーに売り、1913年にチョコレート業者のムニエ一族が城を購入、現在も所有している。
第一次世界大戦の間、ギャラリーは病棟として使用された。第二次世界大戦時にはシェール川をはさんで、川岸のナチス占領区側からヴィシーの「自由」区側へと脱出する手段ともなった。
1951年、ムニエ一族は城の修復をベルナール・ヴォワザンに委託した。彼は1940年にシェール川が氾濫して損壊した建物や庭を修復し、以前の美しい姿を取り戻した。
後期ゴシックと初期ルネサンスが混ざり合ったシュノンソーの城と庭は、一般に公開されている。シュノンソーはヴェルサイユ宮殿に次いで、フランスで2番目に観光客の多い城である。
2012年9月、トリップアドバイザーの企画「バケットリスト」の「世界の名城25選」に選ばれた。

## シュノンソー城の内部

### 前庭とマルクの塔

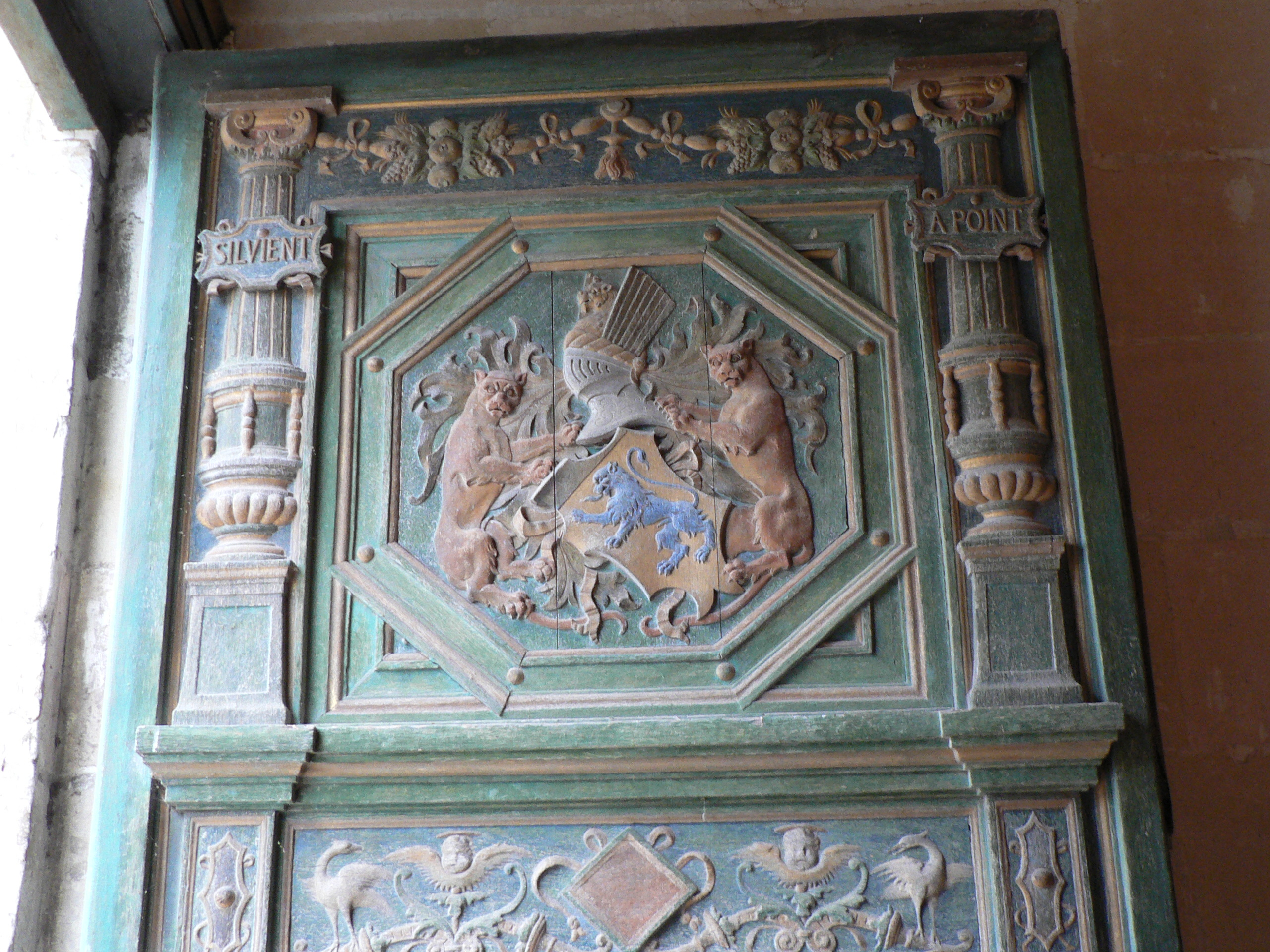
入り口

16世紀、シェール川の上にシュノンソー城を築く際、トマ・ボイエは城の本丸と、マルク家の頃の本丸だけが残っていた製粉場を破壊した。マルクの塔については、ルネサンス様式に作り変えた。
前庭は、堀が整備される以前の中世の城のレイアウトを残している。塔の隣には、美しく装飾されたキメラと鷲があるが、これはマルク家の紋章である。
城に沿って歩くと、かつての製粉場の橋脚に当たる部分に年月を経た入り口がある。フランソワ1世の時代に彫刻と絵を施された木がある。左側にはトマ・ボイエ、右側には妻カトリーヌ・ブリコネー、つまりシュノンソーを建築した夫婦の紋章が描かれており、トップにはフランソワ1世の紋章サラマンダーと「フランソワとクロード、神の恵み深きフランス王と王妃」という銘がある。

### 衛兵室
もともとこの部屋は王の近衛兵が使っていた。ここには16世紀のオーク材のドアがあり、守護聖人聖カタリナと聖トマスの像の下には、シュノンソー城を建設したトマ・ボイエとカトリーヌ・ブリコネー夫婦の座右の銘「S'il vient à point, me sowiendra（城を造れば私は歴史に残る）」という句が刻まれている。
16世紀の暖炉はトマ・ボイエの紋章で装飾されている。壁に並ぶ16世紀フランドル派のタペストリーは城の生活を描いており、結婚と狩りの場面に人気がある。
チェスト（整理ダンス）にはゴシック様式のものとルネサンス様式のものがある。16世紀には銀器や陶磁器、タペストリーなどが納められて、宮廷が宮殿から宮殿へと移動するときに使われた。
横梁がむき出しの天井には、カトリーヌ王妃の「C」を2つ組み合わせた装飾がある。床には16世紀のマジョルカ焼きタイルが残っている。

### 礼拝堂
衛兵の部屋から礼拝堂に行くドアの上には、聖母マリアの像がある。オーク材のドアはそれぞれキリストと聖トマスを表し、ヨハネによる福音書の言葉「Lay your finger here（指をここに置きなさい)」「You are my Lord and my God（我が主、我が神)」が表現されている。
近代作製（1954年)のステンドグラスの窓がマックス・イングランドによって造られているが、これはオリジナルの窓が1944年の爆破で破壊されたためである。右手廊下の聖母子は、カッラーラの大理石でミノ・ダ・フィエソールが作製した。
身廊を見下ろす位置にあるロイヤル・ギャラリーは、王妃がミサに出席した場所であり、1521年の記録がある。
祭壇の右手には美しく彫刻された祭器卓があり、ボイエの銘で飾られている。左壁にはメアリー・ステュアートのスコットランド衛兵が残した銘が残されている。入り口から右手に、1543年付けで「人の怒りは神の裁きをせず」、1546年付けでは「悪徳に身を任せるな」とある。
壁には宗教を主題とした絵がある。イル・サッソフェッラートによる「青いベールの聖母」、アロンゾ・カーノによる「フェルディナンドとイザベルの前で説教するジーザス」、ムリリョによる「パドゥヴァの聖アントニオ」、ジューヴェネによる「聖母の被昇天」である。
礼拝堂はフランス革命時にも、木の店にしようという当時の城主デュパン夫人の考えから救われた。

### ディアーヌ・ド・ポワチエの寝室
フランス王アンリ2世からシュノンソー城を与えられた愛妾ディアーヌ・ド・ポワチエが使っていたのが、この部屋である。1559年、アンリ2世が馬上槍試合の一騎討ちで自分のスコットランド衛兵隊長モンゴムリ伯ガブリエルに殺されると、残された王妃カトリーヌ・ド・メディシスはシュノンソーを自分に返すようディアーヌに命じ、代わりにショーモン城の城をディアーヌに与えた。
格間で飾られた天井同様、フォンテーヌブロー派のフランスの彫刻家ジャン・グージョン作製の暖炉には、アンリ2世とカトリーヌ王妃のイニシャルが刻まれている。絡み合ったHとCは、ディアーヌのDをも形作っているように見える。
17世紀初期から始まった4柱式ベッドとアンリ2世の肘掛け椅子は、コルドバ革で覆われている。暖炉には、ソヴァージュによるカトリーヌの肖像画（19世紀）がかけられている。
16世紀フランドル派のかなり大きなタペストリーが描写するのは以下のものである。
力の勝利 - 2匹のライオンが引く二輪戦車を操縦する。周囲には旧約聖書の場面が描かれる。上のへりに沿って、ラテン語で「全身で天の恵みを受け止め、ピエタの指示にしりごみしない者」と書かれている。
慈善の勝利 - 二輪戦車には、聖書のエピソードに囲まれ、心臓を手に持ち、太陽を指差している。ラテン語で「危機に直面して心臓の強さを示し、死の時にあって罪と罰からの救いという報酬として受け取れる者」と書かれている。
窓の左には、ムリリョの「聖母子」がある。暖炉の右には、18世紀イタリア派の絵画がある。「脱衣するキリスト」、リベラが師事したリバルタによる絵である。この絵の下にはシュノンソー城に関する古記録を収めた本棚がある。そのうちの1冊がショーケースに展示されており、トマ・ボイエとディアーヌ・ド・ポワチエの署名を見ることができる。

### 緑の書斎
カトリーヌ・ド・メディシスの書斎。彼女は夫のアンリ2世の死去に伴い、王国の摂政となった。彼女はこの部屋からフランスを支配した。
16世紀の天井はオリジナルの状態で残っており、絡み合った2つのCを見ることができる。「ウマノスズクサ」として知られる16世紀のブリュッセルのゴブランはゴシックとルネサンスの様式で、元の緑色が青に変色しており、アメリカ大陸の発見に影響を受けて、ペルーの銀のキジ、パイナップル、ザクロなど、それまでヨーロッパでは知られていなかった動物や野菜を題材としている。ドアの傍には、16世紀のイタリア製キャビネットがある。
壁の絵画コレクションのうち、主なものは以下のとおりである。
- ティントレット……「シバの女王」と「ドージェの肖像」
- ヤーコブ・ヨルダーンス……「象牙色のムシトリナデシコ」
- ゴルシウス……「サムソンとライオン」
- ジャン・ジュブネ……「商人を寺院から追い払うイエス」
- シュプランガー……金属の上に描かれた寓話的場面
- ヴェロネーゼ……女性頭部の習作
- プッサン……「エジプトへの飛翔」
- アンソニー・ヴァン・ダイク……「子供と果物」

### 図書室
カトリーヌ王妃が図書室として使用したこの小さな部屋からは、シェール川とディアーヌの庭が見渡せる。
イタリア風のオーク材の格間の天井は1525年のもので、小さな楔が下がっている。このタイプの天井はフランスでも最初の方に取り入れられたものである。城を建設したトマ・ボイエとカトリーヌ・ブリコネーのイニシャルT、B、Kが記されている。
ドアの上にはアンドレア・デル・サルトの「聖家族」がある。ドアの両側には以下がある。
- バッサーノ……聖ベネディクトの生涯を描いた絵画
- コレッジョ……「殉教者」
- ジャン・ジュブネ……「ヘリオドール」

また、17世紀フランス派の2つのメダイヨン「ヘベとガニュメデス、神の給仕、オリンポスの付近で解放される」もある。

### ギャラリー

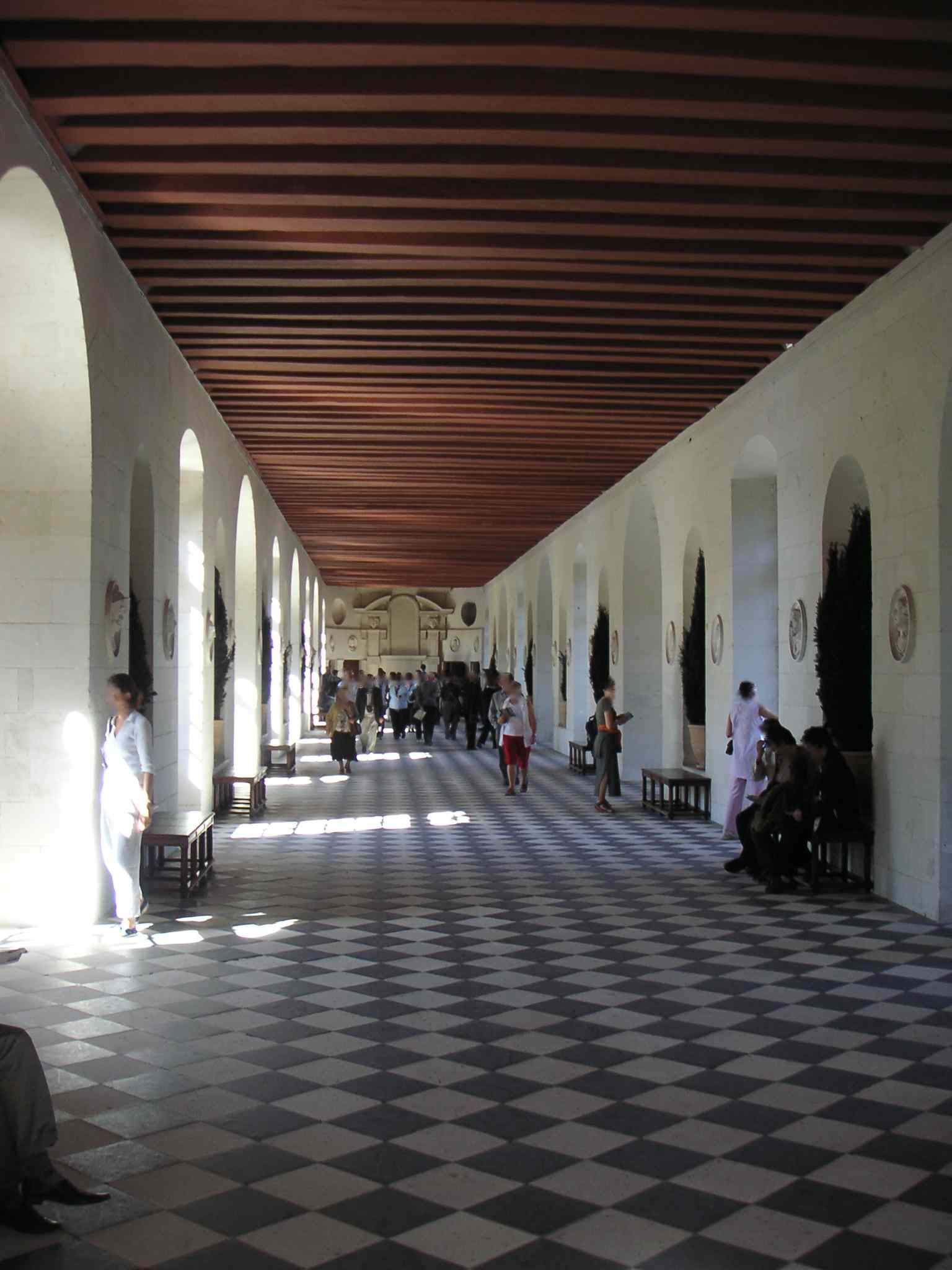
ギャラリー

ディアーヌ・ド・ポワチエの寝室からギャラリーへは、小さな通路を通る。
1576年、フィルベール・ド・ロームの設計にしたがって、カトリーヌ王妃はギャラリーをディアーヌの橋の上に建設した。長さ60m、幅6m、採光窓18、床にはスレートと石灰岩タイルが張られ、天井は横梁が剥き出しになっている。ギャラリーはすばらしいボールルーム（ダンス・ホール）となった。1577年にはカトリーヌ・ド・メディシス主催で、彼女の息子アンリ3世を記念する祝宴が開かれた。ギャラリー2階の床は木組みになっている。
ギャラリー両端にはそれぞれ、非常に美しいルネサンスの暖炉がある。その片方は、シェール川の左岸に出る南ドアを装飾しているだけである。
壁の上のメダイヨンは18世紀に付け加えられたもので、著名な人々を表している。第一次世界大戦の間、シュノンソーの城主ガストン・メニエールは、城のすべての部屋を病棟とし、その費用を提供した。第二次世界大戦では多くの人々がギャラリーの特別な位置を利用した。城の入り口が占領区域内だったのに対し、ギャラリーの南ドアは非占領区域につながっていたのである。

### ホール
ホールはリブ・ヴォールトで覆われている。ヴォールトのキーストーンが点々と天井を飾っている。籠状の部分は葉、バラ、ケルビム、キマイラ、コルヌコピアで飾られている。1515年作製、フランス・ルネサンス期で最も美しい装飾彫刻のうちの1つである。
１階のホールに張られたタイルは粘土製で、フルール・ド・リス（ユリの紋章）と剣がクロスする模様が描かれている。
入り口のドアの上、2つの凹部にある彫像のうち1つはシュノンソーの守護聖人洗礼者ヨハネで、もう一つはイタリアのマスドーネ、ルカ・デッラ・ロッビア・スタイルである。イタリアの大理石の狩猟テーブルはルネサンス様式である。
入り口ドアの上の窓には、1954年作製の現代のステンドグラスが嵌められている。熟練したガラス職人マックス・イングランドの手によるもので、聖フベルトゥスの伝説を表している。

### 台所
シェール川に建てられた橋脚の最初の2つ分、巨大な基部にシュノンソーの台所がある。
食糧倉庫は、リブが交差するヴォールト2つ分の低い部屋にある。16世紀の暖炉は、シュノンソーの城でパン焼き釜に次いで大きい。食糧倉庫は以下からなる。
- ダイニング・ルーム……城の職員が使っている。
- 食肉解体処理場……獲物を吊り下げるフックと切り分け作業台がまだ残っている。
- 食料棚
- 橋……台所につながっている。1つの橋脚から次の橋脚への間に、ボートがつくデッキがある。伝承では「ディアーヌの浴場」と言われている。

第一次世界大戦の間に、ルネサンスの台所には城を病院に作りかえるため最新機材が設置された。

### フランソワ1世の寝室

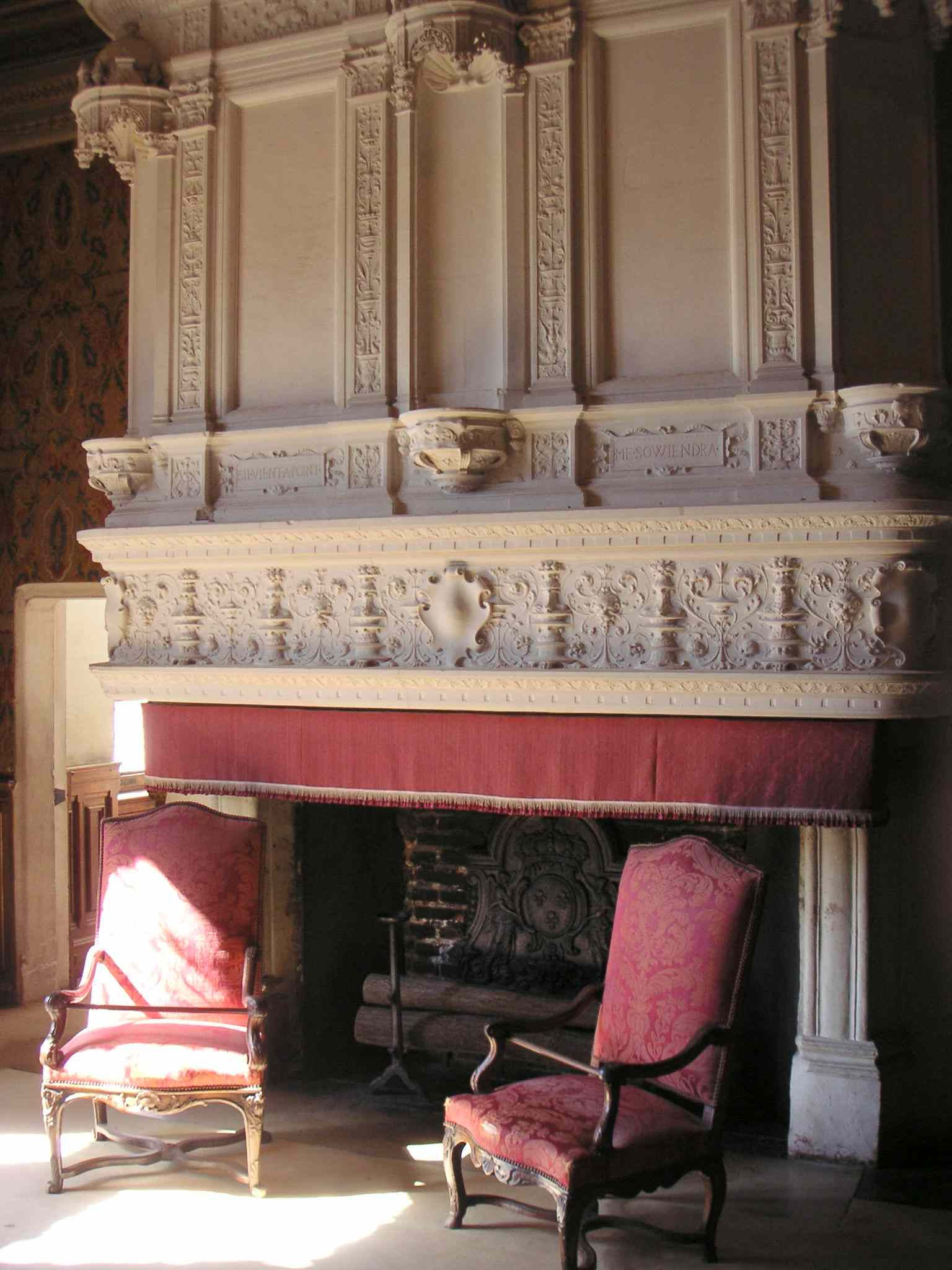
フランソワ1世の寝室

この部屋にはたいへん美しいルネサンスの暖炉がある。マントルピースにはトマ・ボイエの辞が刻まれている。「S'il vient à point, me souviendra（城を建設すれば建てた人間は歴史に残る）」 - ドアの上の彼の紋章にも同じ言葉が刻まれている。
家具には、15世紀フランスの祭器棚が3つと、16世紀イタリアのキャビネットがある。キャビネットには螺鈿が施され、象牙彫刻の万年筆も美しいが、これはフランソワ2世と妃メアリー・ステュアートへの結婚祝いであった。
壁にかかった肖像画は、狩人の扮装をしたディアーヌ・ド・ポワチエのもので、フォンテーヌブロー派の画家フランチェスコ・プリマティッチオによるものである。肖像画は1556年、シュノンソーで描かれた。その額には、エタンプ公爵夫人ディアーヌ・ド・ポワチエの紋章がつけられている。
両サイドには、ラヴェンシュタインのミラヴェルによる絵画と、ヴァン・ダイクの自画像がある。その隣には、狩をするディアナに扮したガブリエル・デストレの、アンボワーズ・デュボワによる大きな肖像画がある。
窓の周りにはフランシスコ・デ・スルバランによる「アルキメデス」、17世紀ドイツ派の「二人の僧」がある。暖炉の右手には、ネスレ出身の女性を描いたファン・ローの「三人の美神」がある。三姉妹は、ルイ14世の愛妾のシャトールー、ヴァンティミユ、マイユ（Châteauroux, Vintimille, Mailly）である。

### ルイ14世の居室
ルイ14世が1650年7月14日にシュノンソーを訪れたときの記録によれば、彼はずっと後になってから叔父のヴァンドーム公に、リガードによる肖像を贈ったという。そのすばらしい額はルポートル作製、木製で4つの大きな材を組み合わせたものである。肖像と同時に、オービュッソンのタペストリーで覆われた家具と、ブール風のコンソールも贈られたようである。
ルネサンスの暖炉にはサラマンダー（火とかげ）とストート（オコジョ）が刻まれ、フランソワ1世とクロード王妃を表している。天井と剥き出しの横梁を囲むコーニスには、ボイエ家のイニシャルT、B、Kの文字が刻まれている。コンソール上部には、ルーベンスの「幼子イエスとバプテスマのヨハネ」がある。この絵は、スペイン王にしてナポレオンの兄ジョゼフ・ボナパルトのコレクションから1889年に購入された。
居間には18世紀フランスの美しい絵画も飾られている。
- ファン・ロー……「ルイ14世の肖像」
- ナティエール……「ロアンの王子」
- ネシェール……「ルイ14世大臣シャミラールの肖像」「ある男」
- ラン……「スペイン王フェリペ5世の肖像」

また、ミニャールによるルイ14世の銀行家サミュエル・ベルナールの大きな肖像画もある。サミュエル・ベルナールはたいへん裕福で、その風雅さと知性をナッティエの肖像画でも賞賛されたデュパン夫人の父親でもある。デュパン夫人はジョルジュ・サンドの義祖母に当たり、18世紀のシュノンソー城主だった。彼女は百科全書派の友人であり、ヴォルテール、ルソー、モンテスキュー、ディドロ、ダランベール、フォントネル、そしてジャック＝アンリ・ベルナルダン・ド・サン＝ピエールの世話役だった。彼女は親切で寛大な女性で、フランス革命期にもシュノンソー城を破壊から救った。

### 階段
ホールから16世紀のオーク材のドアを抜けると、階段に至る。そこに刻まれた葉は古い法と新しい法を象徴する。古い法は目隠しをされた女性像と、足元の本と巡礼者の杖に、古い法は目隠しのない顔と、掌にヤシと聖杯に象徴されている。
階段から1階に進むと、最初の直線の手すりが印象的である。手すりの上の手すり、イタリア風手すりの上にフランス風手すりが作られたのである。天井には直角に交差したリブと高いヴォールトが見られる。接点はキーストーンで装飾され、格間は人物像や果物、花などで飾られている（革命期に若干の破壊を受けた)。
踊り場からは、シェール川が眺められる。
非常に美しいメダイヨンが踊り場の壁を装飾している。メダイヨンのデザインは、髪が流れる女性の胸像である。

### カトリーヌ・ブリコネーのホール
天井には横梁が露出している。
ドアの上にある大理石のメダイヨンは、カトリーヌ・ド・メディシスがイタリアから持ち込んだもので、ガルバ、 クラウディウス、ゲルマニクス、ウィテリウス、ネロといったローマ皇帝を表している。
17世紀に特注されたタペストリー6枚組は、ヴァン・デル・ミューレンのスケッチに基づき、狩の場面を表している。

### 5人の王妃の寝室
この寝室は、カトリーヌ・ド・メディシスの2人の娘と3人の義理の娘を記念して、このように名づけられた。娘とはアンリ4世の妻マルグリット・ド・ヴァロワ、フェリペ2世の妻エリザベート・ド・ヴァロワであり、義理の娘とはフランソワ2世の妻メアリー・ステュアート、シャルル9世の妻エリザベート・ドートリッシュ、アンリ3世の妻ルイーズ・ド・ロレーヌ＝ヴォーデモンである。
16世紀の格間天井は5人の王妃の紋章を表している。暖炉はルネサンス期のものである。
壁には16世紀フランダースのタペストリーのセットがかけられている。題材はトロイヤの包囲とヘレネの誘拐、コロッセオの円形劇場の試合、ダビデ王の戴冠である。別のタペストリーはサムソンの伝説を題材としている。
家具は大きな四柱式寝台、木製多彩色の女性頭部の飾りがついたゴシックの祭器棚2つ、鋲のついた旅行用チェストである。
壁にあるものは以下のとおりである。
- ルーベンス……「賢人への崇拝」現在はプラド美術館に保管されている大作の習作。
- ミナール……「オロンヌ公爵夫人の肖像」
- 17世紀イタリア派……「アルゴナウテスのアドメテ家のアポロン」

### カトリーヌ・ド・メディシスの寝室
この寝室には、16世紀の美しい彫刻が施された家具と、サムソンの生涯を題材にした16世紀フランドルのタペストリーのセットがある。タペストリーの縁はことわざや寓話を象徴する動物で埋められている。例えば「エビとカキ」もしくは「技能は狡猾に勝る」の寓話である。
暖炉と床のタイルはルネサンス期のものである。
ベッドの右手には、コレッジョの「愛の教え」がある。ナショナルギャラリーにあるものはカンバス地に描かれているが、ここにあるものは木に描かれている。

### 版画展示室
これらの小規模な部屋を飾る天井と暖炉は、第1室は18世紀、第2室は16世紀のものであり、どちらの部屋にもシュノンソー城のスケッチや版画を展示している。このコレクションの最も古いものは1560年、新しいものは19世紀のものである。

### ヴァンドーム公セザールの寝室
この部屋はアンリ4世とガブリエル・デストレの息子ヴァンドーム公セザールを記念したもので、彼は1624年にシュノンソー城主となった。
注目点は以下が挙げられる。
- 露出した横梁が最も美しい天井。横梁は装飾されたコーニスを支える。
- ルネサンス期の暖炉には、19世紀になってトマ・ボイエの紋章が描かれた。西に向かった窓の木製枠には、17世紀の女性立像が2つ刻まれている。
- 壁には17世紀ブリュッセルのタペストリー3枚のセットが飾られている。タペストリーはデメテルとペルセフォネのギリシア神話を題材としている。
- 美しい縁はブリュッセル製の典型で、コルヌコピアから溢れ出た果実や花の花綱を表現している。この部屋の4柱式ベッドと家具は、16世紀のものである。窓の左には、ムリーリョの「聖ヤコブの肖像｣がある。

### ガブリエル・デストレの寝室
この部屋はアンリ4世の愛妾ガブリエル・デストレの寝室で、彼女の息子ヴァンドーム公セザールは認知された。
横梁の見える天井、床、暖炉、家具はルネサンス期のものである。4柱式ベッドの側に、16世紀フランドルのタペストリーがある。
他の3方の壁に下げられたタペストリーはたいへん珍しく、「ルーカスの月」として知られる。
- 6月 - 蟹座（羊の毛刈り）
- 7月 - 獅子座（狩りをする鷹)
- 8月 - 乙女座（刈り取り人への支払い）

そのスケッチはルーカス・ヴァン・レイデンかルーカス・ヴァン・ネヴェレによるものである。キャビネットの上には、17世紀フローレンス派が聖セシリア（音楽家の守護聖人）を描いたキャンバスがある。ドアの上には、フランシスコ・リバルタの「神の子羊｣がある。

### 3階のホール
このホールは、19世紀の修復作業の影響を受けていない。修復は、ヴィオレ・ル・デュクの弟子の一人ロゲによってなされた。
19世紀ヌイイのタペストリーはシェール川を象徴しており、その中にはヴェネツィアのゴンドラが描かれている。ゴンドラは19世紀、実際にシュノンソー城に持ち込まれたもので、ゴンドリエは当時のオーナーのペルーズ夫人である。2つの祭器棚と床石は共にルネサンス期のものである。

### ルイーズ・ド・ロレーヌ＝ヴォーデモンの寝室

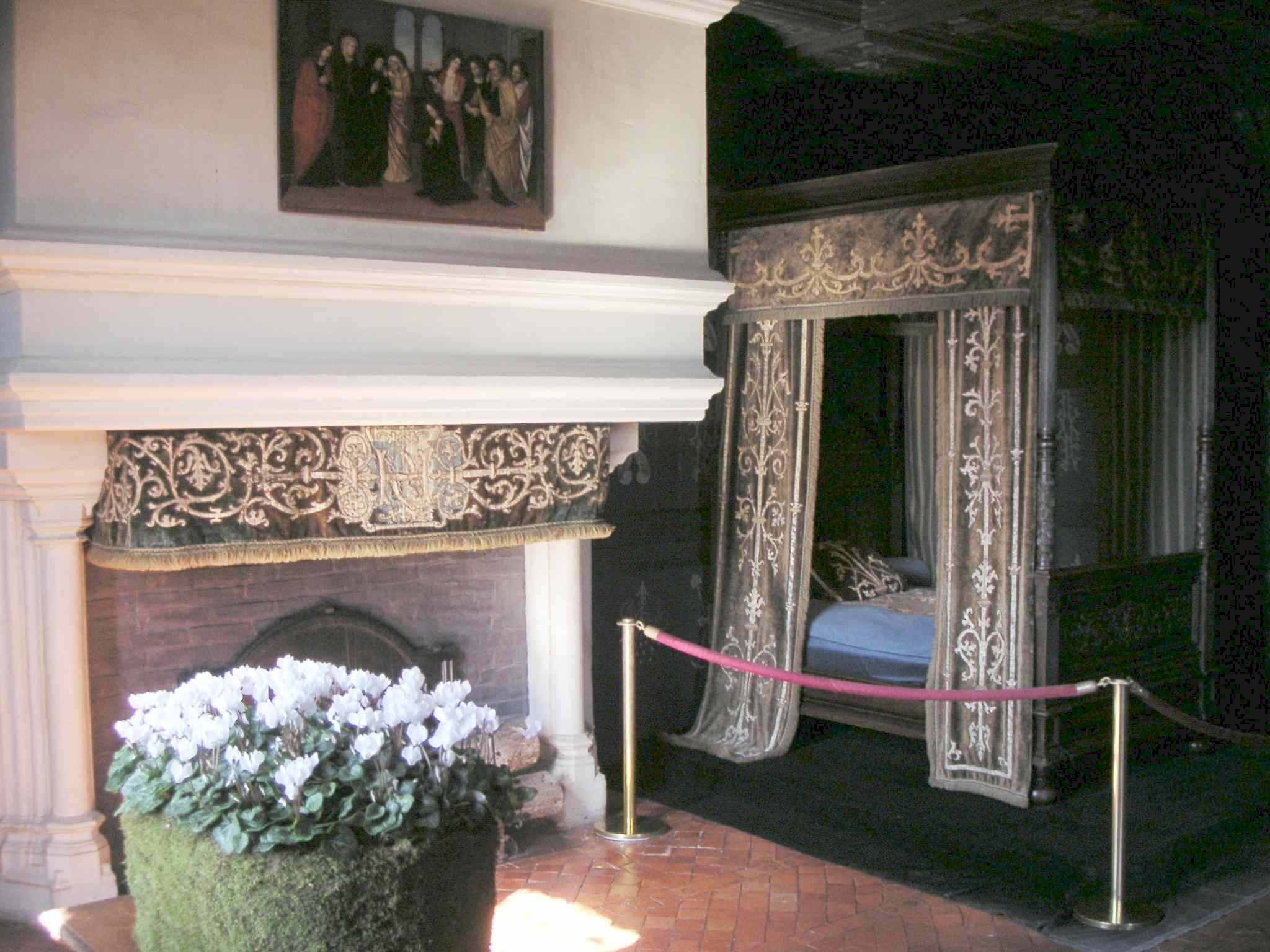
ルイーズの寝室

夫アンリ3世が1589年8月に修道士ジャック・クレマンに暗殺されると、王妃ルイーズ・ド・ロレーヌ＝ヴォーデモンはシュノンソー城に引きこもり、瞑想と祈りにふけった。修道院代わりに城に住み込んだ修道女に囲まれ、王室の慣習で王への哀悼を示す白い喪服を常に着用して「白衣の王妃」と呼ばれた。
彼女の寝室の天井は、オリジナルから改装されている。銀の涙、未亡人の綬章、荊冠、ギリシャ文字など、喪を表すもので天井は飾られている。ギリシャ文字のラムダ（Λ）はルイーズのイニシャルであり、アンリ3世のイニシャルHとからみ合わせている。
この部屋の、悲しみに沈み信仰にすがる雰囲気を最もよく表すのが、暖炉を装飾するキリストの荊冠と16世紀に描かれた絵画である。家具は16世紀のものである。

### 庭園
城の周りには、庭園が広がっている。
右手はディアーヌ・ド・ポワチエの庭で、16世紀に建てられた入り口の管財人の家「La Chancellerie」から見渡せる。庭の中央には噴水があり、ジャック・アンドルーエ・ド・サーソが自分の本「Les plus Excellents Bâtiments de France(フランスで最も優れた建築)」(1576年)の中で触れている。この庭はシェール川の氾濫から守るため一段高いテラスになっており、ここからはボーダー花壇越しに城の美しい眺めが楽しめる。
左手はカトリーヌ・ド・メディシスの庭で中央には池があり、ここからは西のファサードが見える。
庭の花壇の植え替えは春夏に行われ、130,000本の草花を要する。「Court of Honour(名誉の中庭)」に沿ってドームが立っており、16世紀に王家の厩舎と養蚕場がカトリーヌによってフランスにもたらされた。16世紀の農場と70ヘクタールの公園を訪れることもできる。
グラン・アヴェニューの近く、木陰の中央、女性立像に面して、迷路園がある。迷路園にはカトリーヌの時代と同じように2,000本のイチイの木が、1720年のイタリアの設計にしたがって植えられている。